# Eduard Balsiger
Eduard Balsiger (* 8. Dezember 1845 in Langenthal; † 27. Mai 1924 in Bern) war ein Schweizer Lehrer.
Balsiger arbeitete als Lehrer und war ab 1908 Lektor für Pädagogik und Methodik an der Universität Bern. Von 1892 bis 1893 war er Redaktor der Schweizerischen Lehrerzeitung. Er trat «für die Lehrerinnenbildung» und für eine «die harmonische körperlich-geistige Bildung des Kindes» fördernde Volksschule ein. Sein Nachlass befindet sich in der Burgerbibliothek Bern.